# Betula zimpelii
Betula zimpelii är en björkväxtart som beskrevs av Paul Junge. Betula zimpelii ingår i släktet björkar, och familjen björkväxter. Inga underarter finns listade.